# Ogy-Montoy-Flanville
Ogy-Montoy-Flanville – gmina we Francji, w regionie Grand Est, w departamencie Mozela. W 2013 roku liczba ludności wynosiła 1651 mieszkańców. 
Gmina została utworzona 1 stycznia 2017 roku z połączenia dwóch ówczesnych gmin: Montoy-Flanville oraz Ogy. Siedzibą gminy została miejscowość Montoy-Flanville.